# Olof Emanuel Sjölén
Olof Emanuel Sjölén, född 29 juni 1896 i Tuna, Västernorrlands län, död där 24 november 1971, var en svensk vägmästare och målare.
Han var son till byggmästaren Mikael Emanuel Sjölén och sjuksköterskan Mathilda Larsson och gift med sjuksköterskan Anna Katharina Karlsson. Sjölén var vid sidan av sitt arbete som vägmästare verksam som konstnär och studerade under en tid för Carl Johansson och Olof Grafström på 1920-talet. Han debuterade med en utställning i Sundsvall 1938 och ställde därefter ut på ett flertal platser i norra Sverige bland annat Matfors, Bogsjö och Åre. Hans konst består av skildringar från den svenska naturen i skiftande årstider utförda i olja eller akvarell.  